# کتاب‌شناسی هوشنگ گلشیری
این مقاله فهرستی است از نوشته‌های هوشنگ گلشیری.

## کتاب‌ها
| کتاب‌های منتشرشده | کتاب‌های منتشرشده                                        | کتاب‌های منتشرشده | کتاب‌های منتشرشده | کتاب‌های منتشرشده        | کتاب‌های منتشرشده                                                                                             | کتاب‌های منتشرشده |
| سال نگارش        | نام                                                     | گونه             | سال انتشار       | ناشر                    | ترجمه | توضیحات |
| ---------------- | ------------------------------------------------------- | ---------------- | ---------------- | ----------------------- | --- | --- |
|                  | مثل همیشه                                               | مجموعه داستان    | ۱۳۴۷             | پیام زمان               | «مردی با کراوات سرخ» به هلندی و آلمانی و انگلیسی درآمده.                                                     | مجموعهٔ هفت داستان کوتاه: «شب شک»، «مثل همیشه»، «دخمه‌ای برای سمور آبی»، «عیادت»، «پشت ساقه‌های نازک تجیر»، «یک داستان خوب اجتماعی»، «مردی با کراوات سرخ» |
|                  | شازده احتجاب                                            | رمان             | ۱۳۴۸             | زمان ققنوس نیلوفر میترا | انگلیسی (جیمز بوکن) انگلیسی (ریتا آفر) عربی (سلیم عبدالامیر حمدان) چینی تُرکی کُردی (عطا نهایی) آلمانی فرانسوی | |
|                  | کریستین و کید                                           | رمان             | ۱۳۵۰             | زمان                    | | |
|                  | نمازخانه کوچک من                                        | مجموعه داستان    | ۱۳۵۴             | زمان تهران              | | مجموعهٔ نُه داستان کوتاه |
|                  | بره گمشده راعی جلد اوّل: تدفین زندگان                    | رمان             | ۱۳۵۶             | زمان ققنوس عصر جدید     | | |
| ۱۳۵۴ تا ۱۳۵۸     | معصوم پنج یا حدیث مرده بر دار کردن آن سوار که خواهد آمد | رمان             | ۱۳۵۸             | آزاد نیلوفر             | | |
|                  | جبه‌خانه                                                 | مجموعه داستان    | ۱۳۶۲             | تهران نیلوفر            | | مجموعهٔ چهار داستان |
|                  | حدیث ماهیگیر و دیو                                      | رمان             | ۱۳۶۳             | آگاه                    | | |
|                  | پنج گنج                                                 | مجموعه داستان    | ۱۳۶۸             | آرش                     | | مجموعهٔ پنج داستان کوتاه |
| ۱۳۶۷             | دوازده رخ                                               | فیلمنامه         | ۱۳۶۹             | نیلوفر                  | | |
| ۱۳۶۸             | در ولایت هوا                                            | رمان             | ۱۳۷۰             | عصر جدید                | | |
| ۱۳۷۰             | آینه‌های دردار                                           | رمان             | ۱۳۷۱             | تصویر و زمانه نیلوفر    | عربی (سلیم عبدالامیر حمدان)                                                                                  | |
|                  | دست تاریک، دست روشن                                     | مجموعه داستان    | ۱۳۷۴             | نیلوفر                  | | مجموعهٔ شش داستان کوتاه |
|                  | در ستایش شعر سکوت                                       | نقد و نظر        | ۱۳۷۴             | نیلوفر                  | | |
|                  | جن‌نامه                                                  | رمان             | ۱۳۷۶             | باران                   | | |
|                  | جدال نقش با نقاش در آثار سیمین دانشور                   | نقد و نظر        | ۱۳۷۶             | نیلوفر                  | | |
|                  | باغ در باغ                                              | نقد و نظر        | ۱۳۷۸             | نیلوفر                  | | |
|                  | نیمه تاریک ماه                                          | مجموعه داستان    | ۱۳۸۰             | نیلوفر                  | | مجموعهٔ سی‌وشش داستان کوتاه |

سال ۱۳۸۴ انتشارات ققنوس گلستان سعدی را با مقدّمه و توضیحات گلشیری چاپ کرد، از روی تصحیح محمدعلی فروغی. سال ۱۳۹۷ نیز گفتگوی گلشیری با مهرداد بهار به صورت کتابی به نام ما و جهان اساطیری منتشر شد.